# برنارد نوكس
برنارد نوكس (بالإنجليزية: Bernard Knox)‏ هو عالم لغوي كلاسيكي أمريكي، ولد في 24 نوفمبر 1914 في برادفورد في المملكة المتحدة، وتوفي في 22 يوليو 2010 في بيثيسدا في الولايات المتحدة بسبب قصور القلب.

## وصلات خارجية
- برنارد نوكس على موقع ميوزك برينز (الإنجليزية)